# Comes Italiae
El comes Italiae fue un cargo militar usado en el Imperio romano de Occidente entre los siglos IV y V. Designaba a la persona que comandaba un grupo del ejército de campo (comitatenses) en los pasos de los Alpes julianos. Se cree que tenía su cuartel general en la ciudad de Aquilea.

## Historia y funciones
El nombre del cargo solo aparece citado expresamente en la Notitia dignitatum por lo que no se sabe con exactitud cuando se creó ni el tiempo que estuvo activo. Igualmente, tampoco se conoce el nombre de ningún titular del mismo aunque se estima que Genérido ocupó ese cargo en 408.
Por un lado, se piensa que estuvo activo durante las décadas anteriores a 395 y era el comandante de las tropas comitatenses que permanecían en Italia y protegían la entrada a la península desde Ilírico mientras que el magister militum estaba fuera con el grueso del ejército. Por otro, se cree que surgió al final de la guerra gótica entre 408 y 416 para dirigir una nueva línea de defensa en los Alpes debido al mal estado en que quedaron las defensas fronterizas de la diócesis de Panonia y hasta que el comes Illyrici restableció allí la presencia militar romana.
La Notitia dignitatum tampoco le asigna ningún tipo de tropas pero en la relación de las mismas se encuentran tres unidades cuyo nombre hace probable que estuvieran a su mando:
- Prima Iulia Alpina (legión de pseudocomitatenses).
- Secunda Iulia Alpina (legión de pseudocomitatenses).
- Tertia Iulia Alpina (legión de comitatenses).

Esta falta de indicación expresa de tropas bajo su mando ha llevado, también, a especular que, bien, el comes Italiae era un asistente operativo del magister peditum praesentialis que utilizaba parte de sus unidades cuando había que reforzar la defensa de los pasos alpinos o bien que estaba al mando de los soldados estacionados permanentemente en estos.

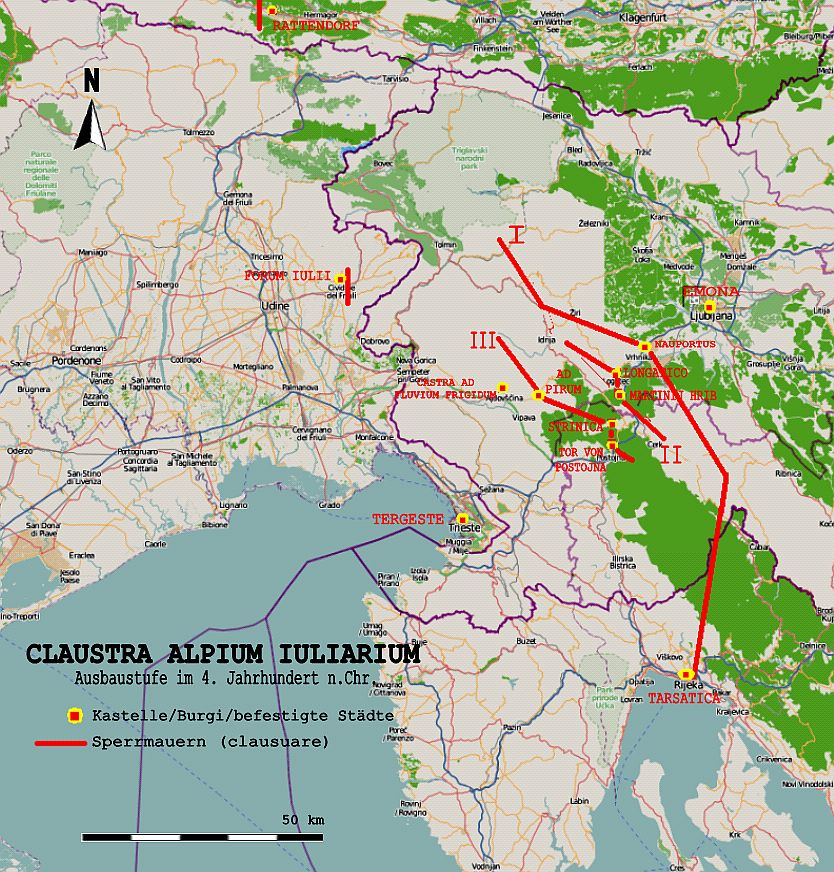
Mapa de las defensas en los Alpes julianos.
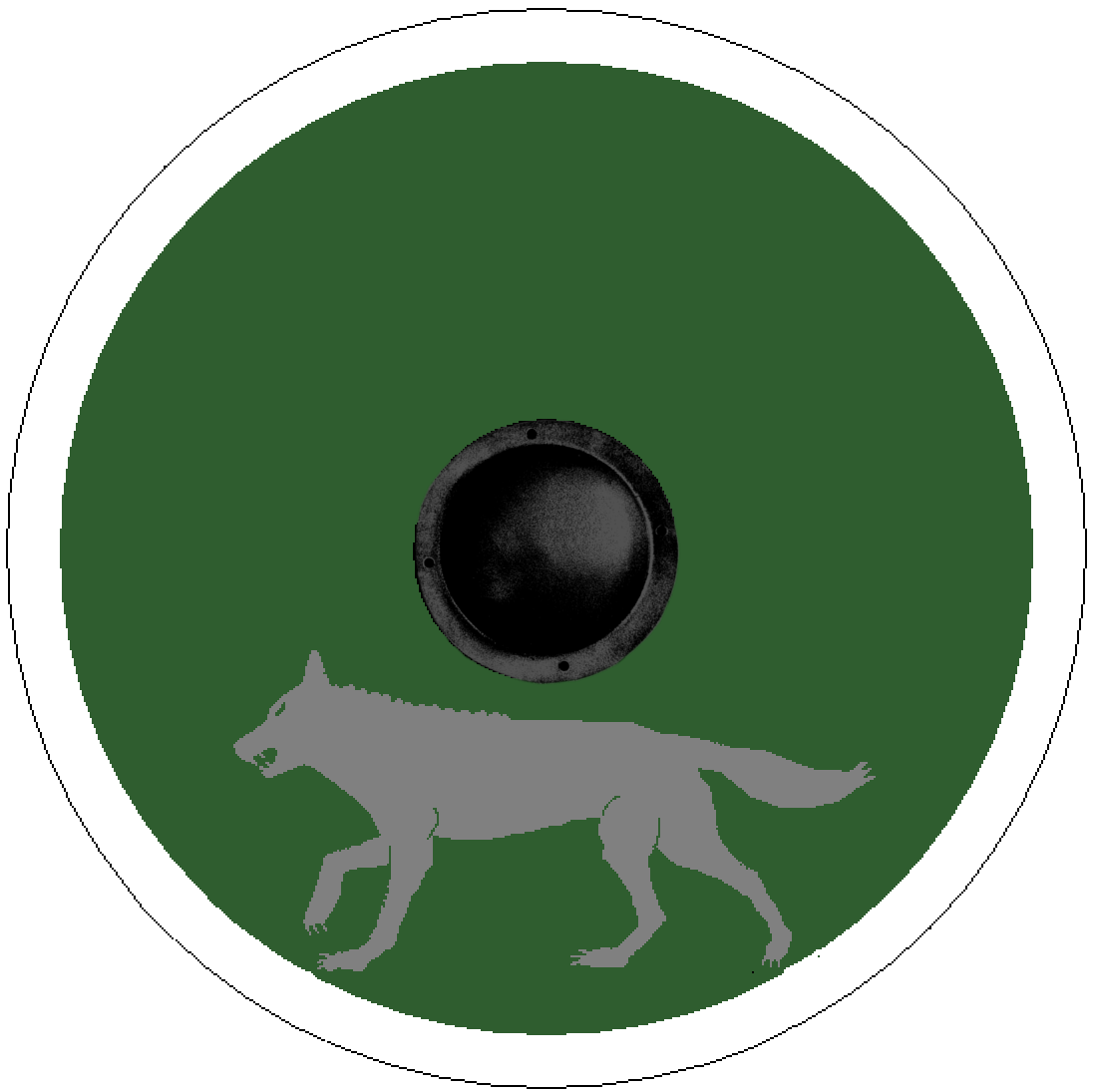
Escudo de la legión prima Iulia Alpina.
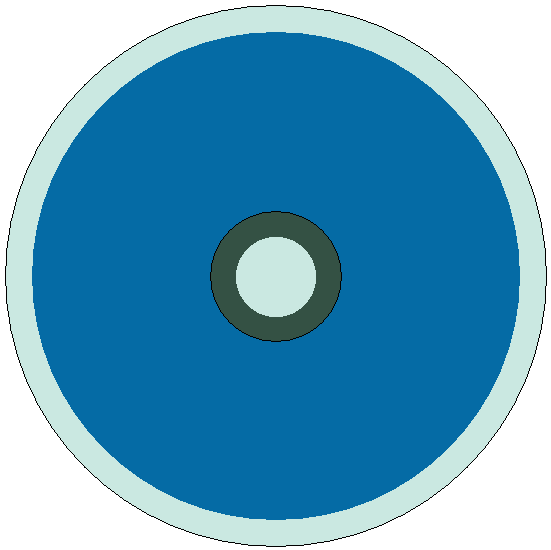
Escudo de la legión secunda Iulia Alpina.
Escudo de la legión tertia Iulia Alpina.